# Provinciale weg 624
De provinciale weg 624 (N624) is een voormalige provinciale weg in de Nederlandse provincie Noord-Brabant. De weg vormt een verbinding tussen Oisterwijk en Boxtel. De weg verloopt vrijwel over de gehele lengte parallel aan de spoorlijn Tilburg - Boxtel, enkel bij Haaren verlaat de weg de spoorlijn en gaat met een ruime boog om Kasteel Nemerlaer heen. Sinds 2010 is de weg volledig in beheer en onderhoud bij de gemeenten waarin zij ligt.
De weg is uitgevoerd als tweestrooks-erftoegangsweg met een maximumsnelheid van 60 km/h. In de gemeente Oisterwijk draagt de weg de straatnamen Nicolaas van Eschstraat, Oisterwijksedreef, Belversedijk, Posthoorn en Kapelweg. In de gemeente Boxtel heet de weg eveneens Kapelweg. In de plaats Haaren heeft de weg een vrijliggend fietspad voor beide richtingen aan de zuidkant. In Boxtel ligt het vrijliggend fietspad aan de noordzijde.
De provincie Noord-Brabant was verantwoordelijk voor het weggedeelte buiten de bebouwde kom in de gemeente Oisterwijk en de toenmalige gemeente Haaren. Binnen de bebouwde kom van Oisterwijk en het weggedeelte in de gemeente Boxtel trad de gemeente reeds op als wegbeheerder. De provincie droeg in 2010 de laatste gedeelten die zij nog beheerde na een grondige renovatie over aan de gemeenten.
N62 · N69 · N251 · N252 · N253 · N254 · N255 · N256/A256 · N257 · N258 · N260 · N261 · N262 · N263 · N264 · N266 · N267 · N268 · N269 · N270/A270 · N271 · N272 · N273 · N274 · N275 · N276 · N277 · N278 · N279 · N280 · N281 · N282 · N283 · N284 · N285 · N286 · N287 · N288 · N289 · N290 · N291 · N292 · N293 · N294 · N295 · N296 · N296n · N297 · N298 · N300 · N321 · N322 · N324 · N329 · N389 · N394 · N395 · N396 · N397

N556 · N562 · N564 · N570 · N572 · N590 · N595 · N598 · N601 · N602 · N605 · N607 · N612 · N613 · N615 · N616 · N617 · N618 · N620 · N622 · N625 · N629 · N631 · N632 · N637 · N638 · N639 · N640 · N641 · N651 · N652 · N653 · N654 · N655 · N656 · N658 · N659 · N660 · N661 · N662 · N663 · N664 · N665 · N666 · N667 · N668 · N669 · N670 · N671 · N673 · N674 · N675 · N676 · N682 · N683 · N686 · N689 · N690 · N831 · N843

Voormalige provinciale wegen: N299 · N551 · N552 · N553 · N554 · N555 · N560 · N561 · N563 · N565 · N566 · N567 · N568 · N571 · N574 · N580 · N581 · N582 · N583 · N584 · N585 · N586 · N587 · N588 · N589 · N591 · N592 · N593 · N594 · N596 · N597 · N603 · N604 · N606 · N608 · N610 · N611 · N614 · N619 · N621 · N623 · N624 · N626 · N628 · N630 · N634 · N642 · N657